# Haraucourt (Ardenne)
Haraucourt è un comune francese di 776 abitanti situato nel dipartimento delle Ardenne nella regione del Grand Est.

## Società

### Evoluzione demografica
Abitanti censiti